# Jiujiang, Jiujiang
Jiujiang, tidigare romaniserat Kiukiang, är ett härad som lyder under Jiujiangs stad på prefekturnivå i Jiangxi-provinsen i sydöstra Kina.
Jiujiangs härad består av de delar som blev över av häradet då dess huvudort blev ombildat till stadsdistrikt i staden med samma namn.

## Källa
1. ↑  ”worldpostmarks.net”. Arkiverad från originalet den 2 januari 2015. https://web.archive.org/web/20150102101710/http://worldpostmarks.net/HTML%20Countries/china.htm. Läst 22 juli 2015.